# Oreolalax puxiongensis
Oreolalax puxiongensis é uma espécie de anfíbio da família Megophryidae.
É endémica da China.
Os seus habitats naturais são: florestas temperadas, regiões subtropicais ou tropicais húmidas de alta altitude, rios e pântanos.
Está ameaçada por perda de habitat.